# پرسوآباد
پرسوآباد (تپه گورکن) مربوط به دوران‌های تاریخی پس از اسلام است و در شهرستان آبیک(توابع استان قزوین)، روستای عبدل آباد واقع شده و این اثر در تاریخ ۲۵ اسفند ۱۳۸۰ با شمارهٔ ثبت ۵۰۱۴ به‌عنوان یکی از آثار ملی ایران به ثبت رسیده است.